# 드러그뱅크

로고

드럭뱅크(영어: DrugBank) 데이터베이스는 약과 약의 표적에 관한 정보를 포함하는, 종합적이고 자유롭게 접근이 가능한 온라인 데이터베이스이다. 바이오인포매틱스와 화학정보학 자원 역할을 하는 드럭뱅크는 상세한 약물(예: 화학, 약물학, 제약) 데이터를 포괄적인 약물 표적(예: 배열 순서, 구조, 경로)정보와 연결한다. 드럭뱅크는 위키백과의 내용을 상당 부분 포함하고 있고, 위키백과 또한 드럭뱅크 사이트를 링크걸기도 한다.
이 데이터베이스의 최신 릴리스(버전 5.19)에는 2725개의 FDA 승인 저분자 약물, 2687개의 바이오테크(단백질/펩타이드) 약물, 132개의 약효식품과 6677개의 실험약을 포함한 9591개의 약물 항목을 등재하고 있다. 게다가 4907개의 중요 단백질(예: 약제 표적/효소 등)의 배열 순서가 약 항목들과 연결되어 있다. 각 드럭카드 항목은 200개 이상의 데이터 필드가 있으며 여기 정보의 절반은 약/화학 데이터를 다루고 있고, 그 밖의 절반은 약 표적이나 단백질 데이터에 기여하고 있다.
4개의 추가 데이터베이스 HMDB, T3DB, SMPDB FooDB 또한 중간대사물질/화학정보학 데이터베이스의 일반적인 제품군의 일부이기도 하다. HMDB는 40,000개 이상의 인간 대사물질에 관한 정보를 포함하며, T3DB는 3100개의 일반적인 독소와 환경 오염물질에 관한 정보를 포함하며 SMPDB는 700개 정도의 인간 대사회로와 질병 경로에 관한 경로 다이어그램을 포함하며, FooDB는 28,000개 정도의 음식 성분과 식품 첨가물에 관한 정보를 포함한다.

## 버전 역사
드럭뱅크의 첫 판은 2006년에 출시되었다.
| 분류                                                   | 1.0   | 2.0    | 3.0    | 4.0    |
| ------------------------------------------------------ | ----- | ------ | ------ | ------ |
| No. of data fields per DrugCard                        | 88    | 108    | 148    | 208    |
| No. of search types                                    | 8     | 12     | 16     | 18     |
| No. of illustrated drug-action pathways                | 0     | 0      | 168    | 232    |
| No. of drugs with metabolizing enzyme data             | 0     | 0      | 762    | 1,037  |
| No. of drug metabolites with structures                | 0     | 0      | 0      | 1,239  |
| No. of drug-metabolism reactions                       | 0     | 0      | 0      | 1,308  |
| No. of illustrated drug metabolism pathways            | 0     | 0      | 0      | 53     |
| No. of drugs with drug transporter data                | 0     | 0      | 516    | 623    |
| No. of drugs with taxonomic classification information | 0     | 0      | 0      | 6,713  |
| No. of SNP-associated drug effects                     | 0     | 0      | 113    | 201    |
| No. of drugs with patent/pricing/manufacturer data     | 0     | 0      | 1,208  | 1,450  |
| No. of food–drug interactions                          | 0     | 714    | 1,039  | 1,180  |
| No. of drug–drug interactions                          | 0     | 13,242 | 13,795 | 14,150 |
| No. of ADMET parameters (Caco-2, LogS)                 | 0     | 276    | 890    | 6,667  |
| No. of QSAR parameters per drug                        | 5     | 6      | 14     | 23     |
| No. of drugs with drug-target binding constant data    | 0     | 0      | 0      | 791    |
| No. of drugs with NMR spectra                          | 0     | 0      | 0      | 306    |
| No. of drugs with MS spectra                           | 0     | 0      | 0      | 384    |
| No. of drugs with chemical synthesis information       | 0     | 38     | 38     | 1,285  |
| No. of FDA-approved small molecule drugs               | 841   | 1,344  | 1,424  | 1,558  |
| No. of biotech drugs                                   | 113   | 123    | 132    | 155    |
| No. of nutraceutical drugs                             | 61    | 69     | 82     | 87     |
| No. of withdrawn drugs                                 | 0     | 57     | 68     | 78     |
| No. of illicit drugs                                   | 0     | 188    | 189    | 190    |
| No. of experimental drugs                              | 2,894 | 3,116  | 5,210  | 6,009  |
| Total No. of experimental and FDA small molecule drugs | 3,796 | 4,774  | 6,684  | 7,561  |
| Total No. of experimental and FDA drugs (all types)    | 3,909 | 4,897  | 6,816  | 7,713  |
| No. of all drug targets (unique)                       | 2,133 | 3,037  | 4,326  | 4,115  |
| No. of approved-drug enzymes/carriers (unique)         | 0     | 0      | 164    | 245    |
| No. of all drug enzymes/carriers (unique)              | 0     | 0      | 169    | 253    |
| No. of external database links                         | 12    | 18     | 31     | 33     |

## 같이 보기
- 드러그뱅크 ID (P715)
(사용 현황)

- ChEMBL
- HMDB
- KEGG
- 약리학
- SMPDB
- T3DB